# Турну Магуреле
Турну Магуреле (рум. Turnu Măgurele) град је у у јужном делу Румуније, у историјској покрајини Влашка. Трећи је по важности град у жупанији Телеорман.
Турну Магуреле према попису из 2021. има 19.597 становника.

## Географија
Град Турну Магуреле налази се у јужном делу историјске покрајине Влашке, око 140 km југозападно до Букурешта.
Турну Магуреле се налази близу ушћа највеће румунске реке Олт у Дунав, у јужном делу Влашке низије. Надморска висина града је 35 м. Град је положен на омањем брегу изнад плавног подручја уз ушће.
Површина града износи 106,46 .

## Становништво
| 1912.  | 1930.  | 1948.  | 1956.  | 1966.  | 1977.  | 1992.  | 2002.  | 2011.  | 2021.  |
| ------ | ------ | ------ | ------ | ------ | ------ | ------ | ------ | ------ | ------ |
| 10.169 | 16.950 | 11.493 | 18.055 | 26.409 | 32.341 | 36.966 | 30.089 | 24.772 | 19.597 |

Турну Магуреле је трећи највећи град у жупанији Телеорман. На попису 2021. године имао је 19.597 становника, за 5.175 мање (-20,89%) од претходног пописа, 2011. године, на ком је било 24.772 становника.
Према попису из 2021. већину становништва су чинили Румуни (82,02%).
| Етнички састав према попису из 2021.‍ | Етнички састав према попису из 2021.‍ | Етнички састав према попису из 2021.‍ | Етнички састав према попису из 2021.‍ | Етнички састав према попису из 2021.‍ |
| ------------------------------------ | ------------------------------------ | ------------------------------------ | ------------------------------------ | ------------------------------------ |
|                                      |                                      |                                      |                                      |                                      |
| Румуни                               | Румуни                               |                                      | 16.074                               | 82,02%                               |
| Роми                                 | Роми                                 |                                      | 250                                  | 1,28%                                |
| Остали                               | Остали                               |                                      | 16                                   | 0,08%                                |
| Непознато                            | Непознато                            |                                      | 3.257                                | 16,62%                               |